# 1901 en sport automobile
Chronologie du Sport automobile
1900 en sport automobile - 1901 en sport automobile - 1902 en sport automobile

## Les faits marquants de l'année1901enSport automobile
- Deuxième édition de la Coupe Gordon Bennett entre Paris et Bordeaux. Léonce Girardot s’impose sur une Panhard.

## Naissances
- 10 janvier : Martín de Álzaga Unzúe, pilote automobile argentin, (†  15 novembre 1982).
- 21 janvier : Clärenore Stinnes, passionnée de courses automobiles. Elle est la première à avoir fait le tour du monde en voiture. († 7 septembre 1990).
- 30 janvier : Rudolf Caracciola, pilote de course automobile allemand puis suisse († 28 septembre 1959).
- 27 février : Goffredo Zehender, pilote automobile italien, († 7 janvier 1958).
- 2 mars : Magdeleine Goüin, pilote automobile et philanthrope française.  († 30 juin 1949).
- 17 juillet : Luigi Chinetti, pilote automobile et entrepreneur italien, († 17 août 1994).
- 17 août : László Hartmann, pilote automobile hongrois. († 16 mai 1938).
- 20 août : Georges Bourianou, pilote automobile roumain, († 1996).
- 19 octobre : Jack Lawson Dunfee, pilote automobile anglais, († 13 septembre 1975).
- 6 décembre : Charles Joseph Pownall/Pearson, ou Charlie Dodson, pilote automobile et motocycliste britannique, († 26 septembre 1983).
- 19 décembre : Louis F. Schneider, pilote automobile américain, vainqueur des 500 miles d'Indianapolis. († 22 septembre 1942).